# Lochmorhynchus patagoniensis
Lochmorhynchus patagoniensis là một loài ruồi trong họ Asilidae. Lochmorhynchus patagoniensis được Macquart miêu tả năm 1850.